# Rennes
Rennes (antigament Roaçona o Resna, en bretó Roazhon, en gal·ló Resnn) és un municipi francès situat al departament d'Ille i Vilaine i a la regió de Bretanya. L'any 2012 tenia 209.860 habitants (Àrea metropolitana : 690.467 habitants) i havia 63.000 estudiants.

## Llengua bretona
El 24 de gener de 2008 el consell municipal va aprovar la carta Ya d'ar brezhoneg. A l'inici del curs 2007 el 2,8% dels alumnes del municipi eren matriculats a la primària bilingüe.

## Evolució demogràfica
| 1793   | 1800   | 1806   | 1821   | 1831   | 1836   | 1841   | 1846   | 1851   |
| ------ | ------ | ------ | ------ | ------ | ------ | ------ | ------ | ------ |
| 30 160 | 25 904 | 29 225 | 29 589 | 27 340 | 35 552 | 37 895 | 39 218 | 39 505 |

| 1856   | 1861   | 1866   | 1872   | 1876   | 1881   | 1886   | 1891   | 1896   |
| ------ | ------ | ------ | ------ | ------ | ------ | ------ | ------ | ------ |
| 45 664 | 45 483 | 48 283 | 52 044 | 57 177 | 60 974 | 66 139 | 69 232 | 69 937 |

| 1901   | 1906   | 1911   | 1921   | 1926   | 1931   | 1936   | 1946    | 1954    |
| ------ | ------ | ------ | ------ | ------ | ------ | ------ | ------- | ------- |
| 74 676 | 75 640 | 79 372 | 82 241 | 83 418 | 88 659 | 98 538 | 113 781 | 124 122 |

| 1962    | 1968    | 1975    | 1982    | 1990    | 1999    | 2006    | 2011    | 2012    |
| ------- | ------- | ------- | ------- | ------- | ------- | ------- | ------- | ------- |
| 151 948 | 180 943 | 198 305 | 194 656 | 197 536 | 206 229 | 209 613 | 208 033 | 209 860 |
|         |         |         |         |         |         |         |         |         |

## Geografia
Rennes està situada a la confluència dels rius Ille i Vilaine. És el centre d'una àrea metropolitana de 690.000 habitants. Es divideix en dotze quartiers que són:
1. Le Centre
2. Thabor/Saint Hélier
3. Bourg-l'Evêque-Moulin du Comte
4. Saint-Martin
5. Maurepas-Patton-Bellangerais

Plànol dels quartiers.

6. Jeanne d'Arc-Longs-Champs-Atalante
7. Francisco Ferrer-Vern-Poterie
8. Le Sud-Gare
9. Cleunay-Arsenal-Redon
10. Villejean-Beauregard
11. Le Blosne
12. Bréquigny

Limita al nord-oest amb Pacé, al nord amb Saint-Grégoire i Montgermont, al nord-est amb Betton, a l'oest de Le Rheu i Vezin-le-Coquet, a l'est amb Cesson-Sévigné, al sud-oest amb Saint-Jacques-de-la-Lande, al sud amb Noyal-Châtillon-sur-Seiche i al sud-est amb Chantepie.

## Economia
La major part de la població està ocupada al sector serveis. Al sector industrial cal destacar la fabricació d'automòbils i les telecomunicacions.
Actualment experimenta un nou impuls demogràfic a causa de la implantació d'un sector industrial modern a les àrees de Saint-Grégoire, Chantepie, carretera d'An Oriant, etc., amb factories de material ferroviari, maquinària agrícola, productes químics, indústria alimentària i arts gràfiques. Amb tot, predomina l'activitat terciària, a la qual es dedica el 70% de la població activa, la més alta proporció de França.

## Transports

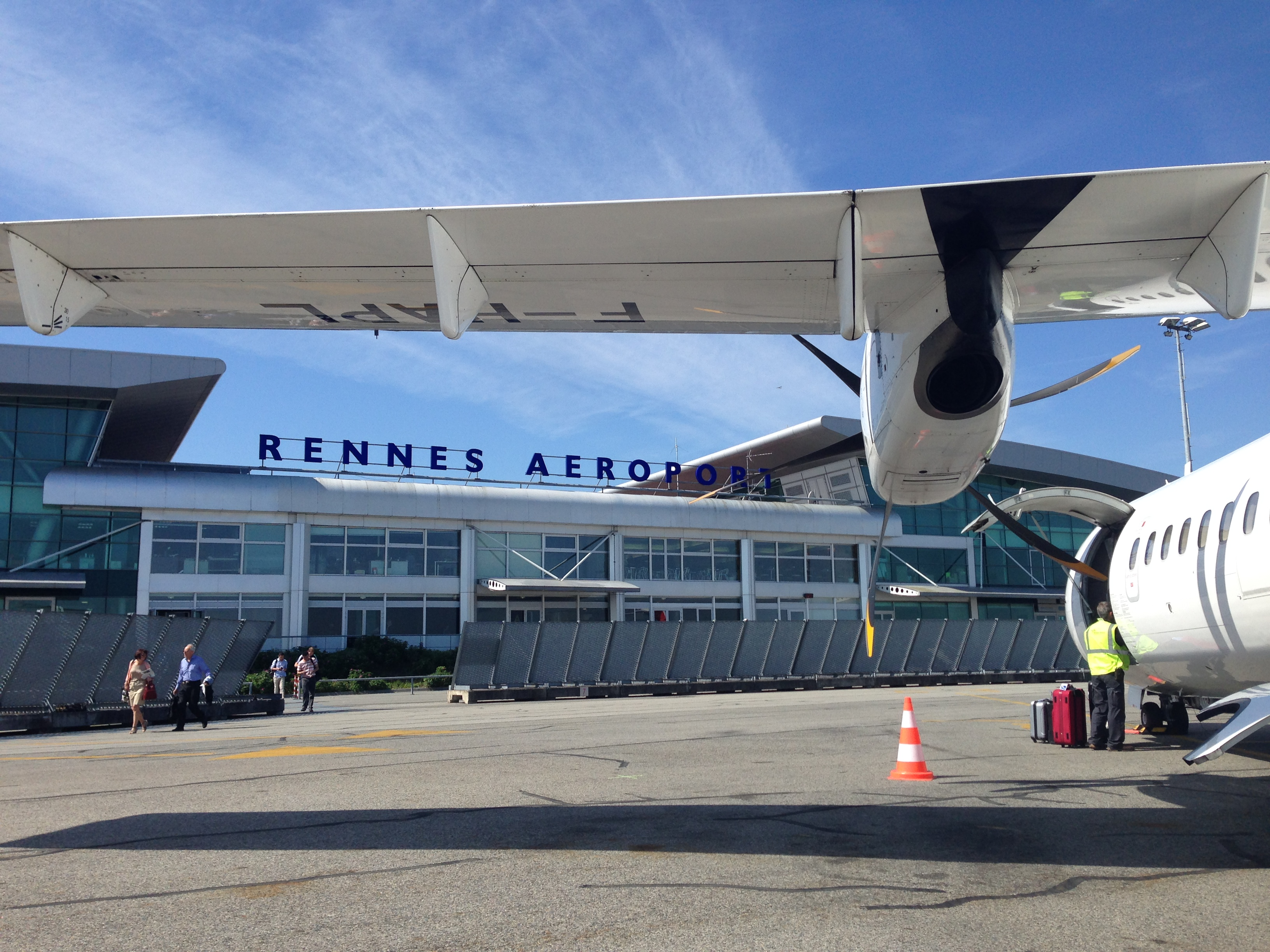
Aeroport Rennes Bretanya

Rennes és una ciutat ben comunicada, s'hi pot accedir mitjançant la xarxa francesa d'autopistes, els ferrocarrils (Rennes està a dues hores de París en TGV) o l'avió amb viatges entre Rennes i Barcelona (Aeroport de Rennes Bretanya al sud-oest de la ciutat).
Tot i ser una ciutat relativament petita disposa de metro des del 2002.

## Educació
Ciutat universitària, Rennes disposa de dues universitats i de diverses escoles superiors:
- CentraleSupélec
- École supérieure d'électricité
- Rennes School of Business
- Paris School of Business
- Universitat de Rennes 1
- Universitat de Rennes 2

Hi havia 63.000 estudiants al llarg del curs 2013-2014. Entre els monuments cal esmentar la catedral de Saint-Pierre, començada al s. XII i renovada als ss XVI-XVIII i XIX, l'antiga abadia de Notre-Dame (ss XIV-XV), el Palau de Justícia (s. XVII), l'Ajuntament (s. XVIII) i la Universitat (s. XIX).

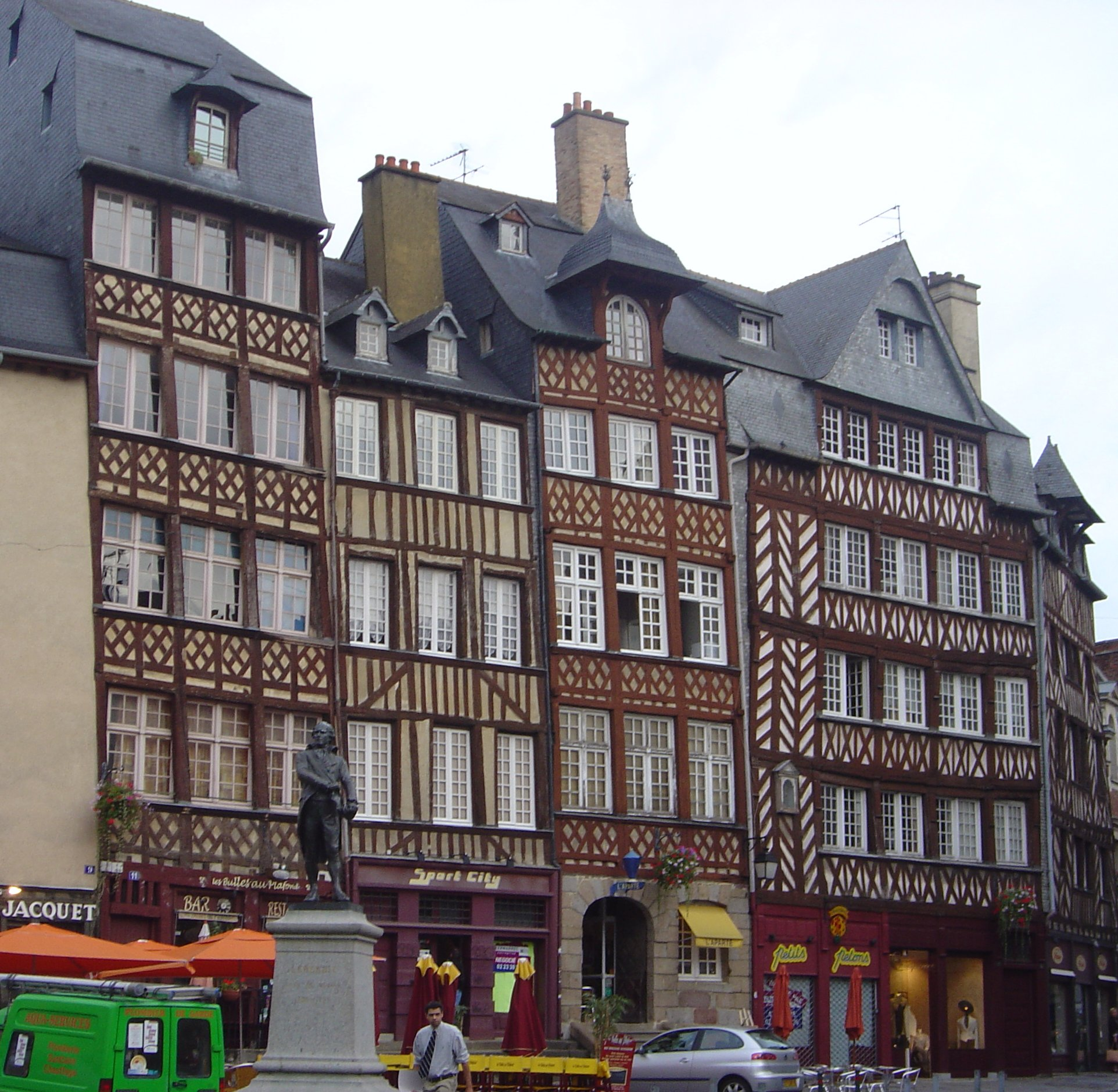
Rennes

## Història
Fou dominada successivament pels celtes i els romans, i al s. IX esdevingué la capital del comtat de Rennes, els titulars del qual foren, des de la centúria següent, ducs de Bretanya. Durant la guerra de successió bretona fou assetjada pels anglesos (1356). El 1561 hom hi establí definitivament el parlament bretó. El 1720 fou destruïda gairebé del tot per un incendi. Durant la Segona Guerra Mundial fou dominada pels alemanys (1940-44) i fortament bombardejada pels aliats.

## Política
| Període   | Identitat       | Partit |
| --------- | --------------- | ------ |
| 1944-1953 | Yves Millon     |        |
| 1953-1977 | Henri Fréville  | MRP    |
| 1977-2008 | Edmond Hervé    | PS     |
| 2008-2014 | Daniel Delaveau | PS     |
| 2014-     | Nathalie Appéré | PS     |

## Persones il·lustres
- Alfred Jarry (1873-1907), escriptor i dramaturg
- Jacques Philippe Marie Binet (1786-1856), matemàtic
- Louis Paul Emile Richard (1795-1849), matemàtic
- Jean-Noël Crocq, clarinetista, nascut el 1948
- Lucie Robert-Diessel, pianista i compositora nascuda el 1936

## Galeria d'imatges

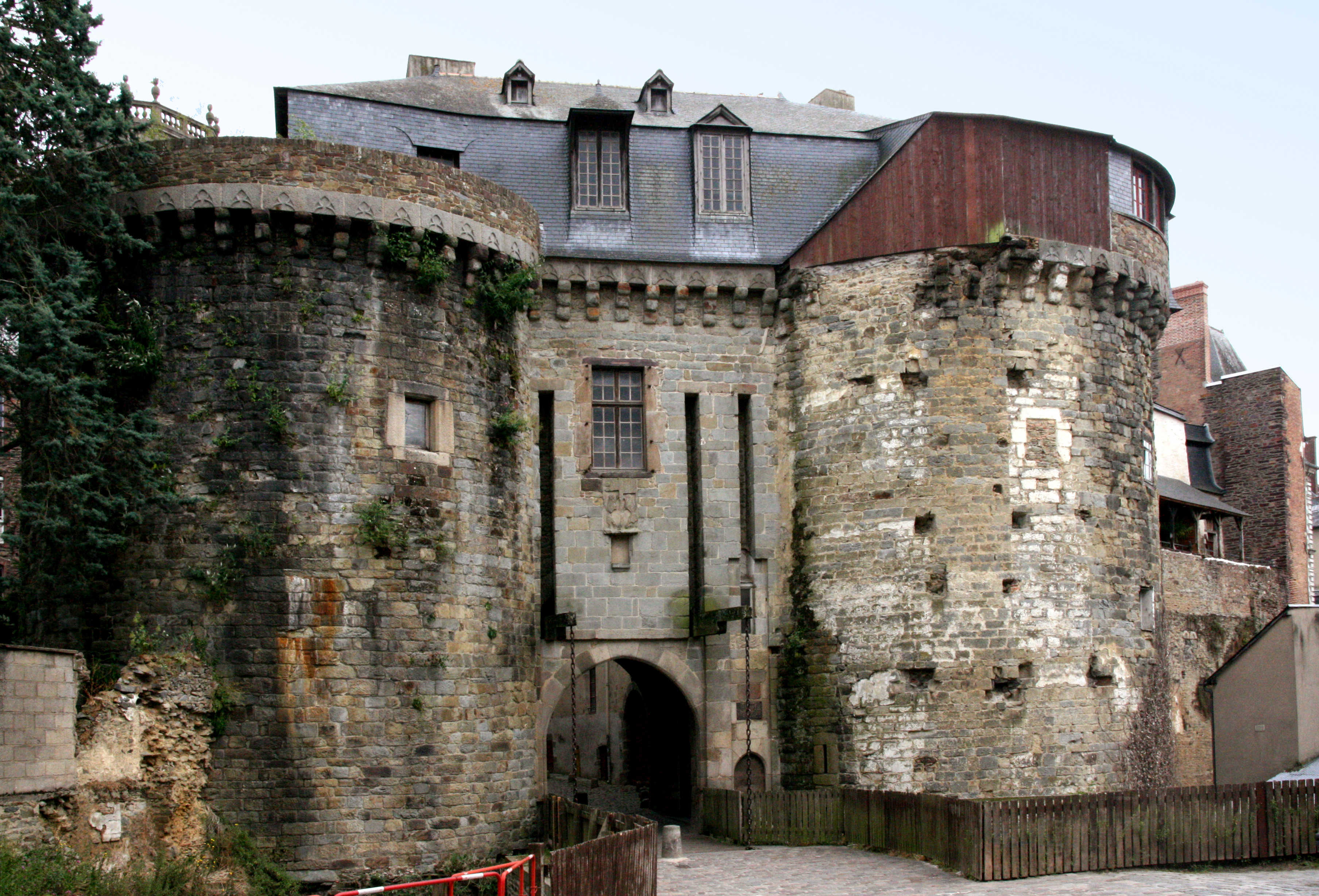
Portes Mordelaises
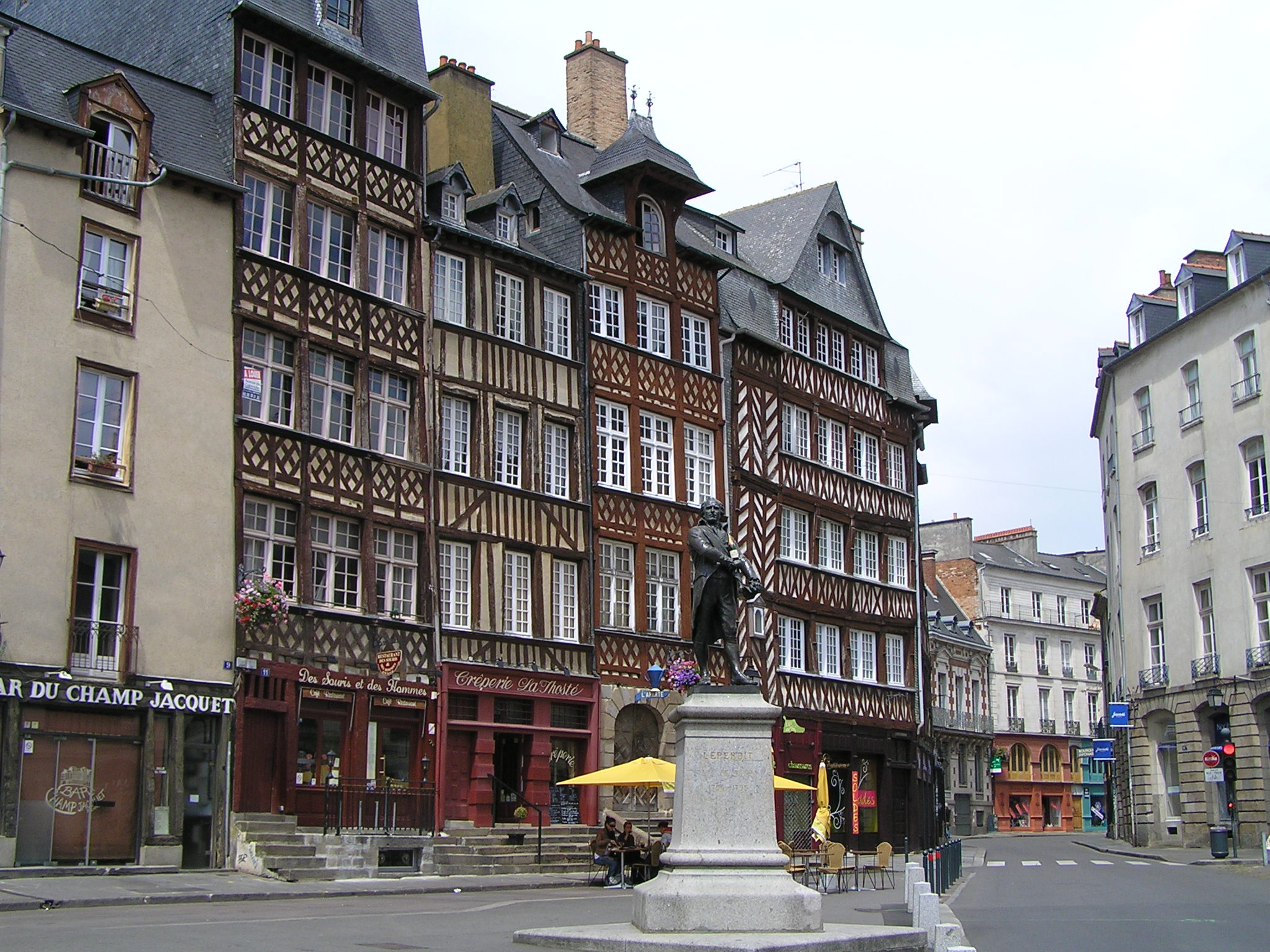
Plaça de Champ Jacquet
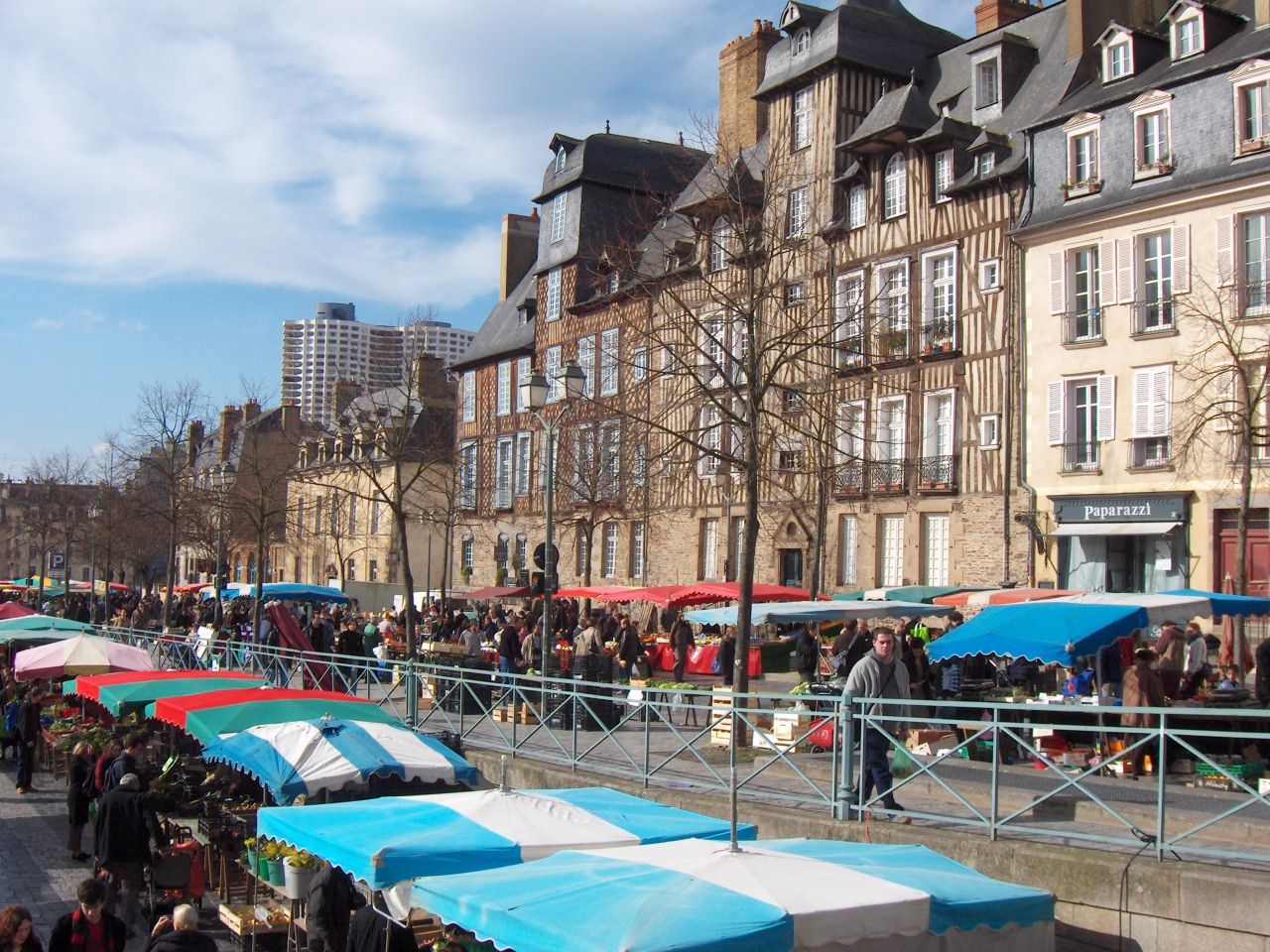
Mercat des Lices